# TriStar Pictures
TriStar Pictures, Inc. je americké filmové studio a odnož Columbia Pictures, které je odnoží Columbia TriStar Motion Picture Group, které je vlastněno Sony Pictures Entertainment.
Původní nápad pro TriStar přišel, když se rada HBO, CBS a Columbia Pictures rozhodla rozdělit náklady na vyrábění filmů tím, že vytvoří nové JV. Tuto spolupráci nazvali Tri-Star Pictures a jednalo se o první velké Hollywoodské studio od dob RKO Pictures. Z této spolupráce vyplynulo, že HBO mělo nárok na kabelové vysílání filmů distribuovaných Tri-Star, zatímco CBS měla právo na vysílání televizní.
Později v roce 1989 akcie Tri-Staru byly odkoupeny od Coca-Coly nadnárodní korporací SONY Corporation of Japan (ソニー株式会社, Sonī Kabushiki Gaisha; Soní kabušiki gaiša), která sjednotila Tri-Star a Columbia do velkého svazku Columbia TriStar Television, společně po boku Columbia Pictures Television.

## Distribuované filmy (výběr)
- Breakin' 2: Electric Boogaloo (1984)
- Rambo II (Rambo II: First Blood Part II, 1985)
- Lifeforce (1985)
- Short Circuit (1985)
- Night of the Creeps (1986)
- Ocelové magnólie (Steel Magnolias, 1989)
- Terminátor 2: Den zúčtování (Terminator 2: Judgment Day, 1991)
- Základní instinkt (Basic Instinct, 1992)
- Cliffhanger (1993)
- Jumanji (1995)
- District 9 (2009)
- Planeta 51 (Planet 51, 2009)
- (( candyman))